# José Domingo de Obaldía
José Domingo de Obaldía Gallegos (David, Chiriquí, República de la Nueva Granada, 30 de enero de 1845 - Ciudad de Panamá, Panamá, 1 de marzo de 1910) fue un político panameño, último gobernador del departamento de Panamá en 1903 y segundo Presidente de Panamá (1908 - 1910). Falleció ejerciendo el cargo presidencial.

## Biografía

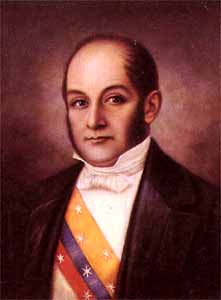
José de Obaldía y Orejuela, padre de José Domingo de Obaldía.

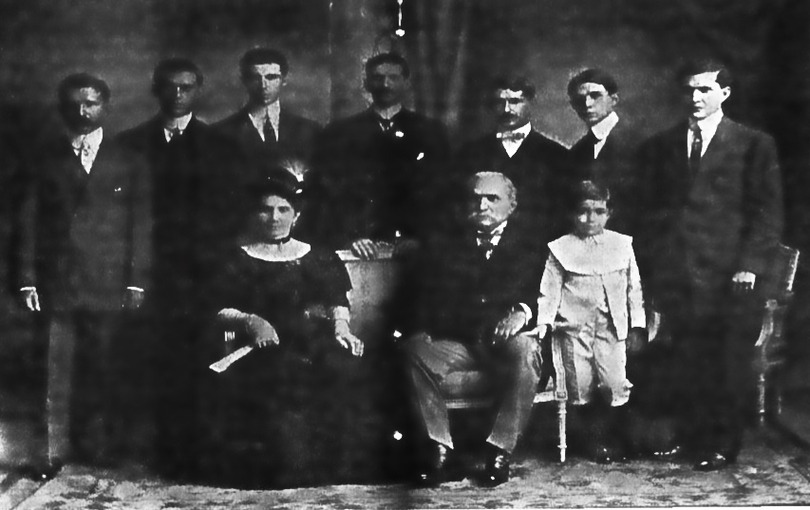
Familia de José Domingo de Obaldía, en la que se encuentran sus hijos y su segunda esposa Josefa Jované.

Hijo de José de Obaldía, quinto presidente de la República de la Nueva Granada, y Ana María Gallegos. Era el segundo de cuatro hermanos, entre los que se encontraban José Arístides, José Lorenzo y Josefa. Realizó sus estudios primarios en David y al trasladarse sus padres a Bogotá estudió en el Colegio de Cristo y en el Colegio Mayor de Nuestra Señora del Rosario, pero en 1863 debió interrumpir sus estudios para regresar a David para ocuparse de las propiedades de su padre. Culminó sus estudios en los Estados Unidos. 
Durante su juventud se ha dedicado a la política y a la ganadería en su tierra natal en donde empezó a participar en las actividades del Partido Conservador. Además, formó parte en un enfrentamiento revolucionario en Veraguas en contra de los simpatizantes de Buenaventura Correoso. A consecuencia, su familia se exilió a Costa Rica. Desde Costa Rica fue enviado a Bogotá a continuar los estudios para la carrera de Derecho en el Colegio Mayor del Rosario. Culminó su carrera de jurista en Estados Unidos en el French College de New Haven, Estados Unidos, y luego al regresar al Istmo fue elegido como miembro de la Asamblea Legislativa del Estado de Panamá (en 1872 y nuevamente en 1884).

### Vida política
Al regresar a Panamá ocupó cargos como concejal, administrador de hacienda, inspector de la cárcel de David y como Director de Instrucción Pública. Llegó a ser Presidente Provisional del Estado, jefe civil y militar, diputado constituyente y senador en dos ocasiones.
De Obaldía fue el último gobernador que tuvo el Istmo durante la unión a Colombia. Fue arrestado el 3 de noviembre de 1903 como tal; pero Manuel Amador Guerrero, uno de los dirigentes del movimiento separatista e íntimo amigo de De Obaldía, le dictaminó casa por cárcel.
Después de la separación, fue el primer panameño que ocupó el puesto de enviado extraordinario y ministro plenipontenciario de Panamá en Washington D. C.

### Elección
Amador Guerrero intentó prolongar la influencia de su Partido Conservador apoyando a un candidato oficial, su ministro-canciller Ricardo Arias. Con poco apoyo popular, Arias declinó su candidatura, facilitando la elección de su oponente, José Domingo de Obaldía. Obaldía, era militante conservador pero fue postulado por el Partido Liberal para las elecciones de 1908. Él fue el primer presidente elegido por voto popular indirecto, después de la separación de Colombia. Las elecciones fueron supervisadas por Estados Unidos, facultad permitida por el artículo 136 de la Constitución Política de Panamá de 1904.
Cabe destacar, que estas fueron las últimas elecciones en las que participó el Partido Conservador y las últimas en las que el Partido Liberal participó unido.

### Perfil de su gestión
De Obaldía intentó realizar un gobierno de conciliación nacional. Uno de sus intereses primordiales fue fomentar la educación pública, iniciando la construcción del Instituto Nacional. Se instituyeron las casas correccionales de Panamá y Colón, creó el distrito de Santa María y dictó legislación sobre régimen político y municipal. Se dictaron decretos de importancia en relación con la educación, buscando reducir drásticamente la influencia clerical. También se racionalizó la hacienda y el manejo de la contabilidad nacional. 
Durante su administración, se incrementó la inversión extranjera, sobre todo la estadounidense. Se otorgaron grandes extensiones de tierra en las provincias de Bocas del Toro, Chiriquí, Veraguas, Colón y Panamá para la explotación agrícola, forestal, industrial y minera. Por ello su gobierno fue duramente criticado. 
El 9 de enero de 1909, se firmó la primera enmienda del tratado del Canal de Panamá. Entre otras cosas, traspasó a Colombia sus derechos de cobrar directamente las anualidades entre 1908 y 1917 inclusive, como una compensación monetaria «por la parte que pudiera caber a Panamá en lo relativo a la deuda interna y externa de Colombia hasta el día 3 de noviembre de 1903».
Promulgó el Decreto N.º 18 del 26 de enero de 1909, en la que se crea la Policía Secreta Nacional y fue el constructor del Instituto Nacional de Panamá.
Falleció en ejercicio de su cargo de presidente, debido a un infarto, el 1 de marzo de 1910, a los 65 años.